# Fulgora orthocephala
Fulgora orthocephala är en insektsart som först beskrevs av Da Fonseca 1926.  Fulgora orthocephala ingår i släktet Fulgora och familjen lyktstritar. Inga underarter finns listade i Catalogue of Life.